# زیردریایی تیپ ۲۱۶
زیردریایی تیپ ۲۱۶ (به انگلیسی: Type 216 submarine) یک زیردریایی است که طول آن 90 m می‌باشد.